# Jan Snijders
Johannes Henricus Cornelis Snijders –conocido como Jan Snijders– (Eindhoven, 14 de septiembre de 1943) es un deportista neerlandés que compitió en judo. Ganó cuatro medallas en el Campeonato Europeo de Judo entre los años 1962 y 1969.
Participó en los Juegos Olímpicos de Tokio 1964, donde finalizó noveno en la categoría de –80 kg.

## Palmarés internacional
| Campeonato Europeo | Campeonato Europeo    | Campeonato Europeo | Campeonato Europeo |
| Año                | Lugar                 | Medalla            | Categoría          |
| ------------------ | --------------------- | ------------------ | ------------------ |
| 1962               | Essen (RFA)           | Medalla de oro     | –68 kg             |
| 1964               | Berlín Oriental (RDA) | Medalla de bronce  | –80 kg (A)         |
| 1965               | Madrid (España)       | Medalla de bronce  | –93 kg (A)         |
| 1969               | Ostende (Bélgica)     | Medalla de bronce  | –80 kg             |